# Miasto Vrbovsko
Miasto Vrbovsko (chorw. Grad Vrbovsko) – jednostka administracyjna w Chorwacji, w żupanii primorsko-gorskiej. W 2011 roku liczyła 5076 mieszkańców.